# RLE International
Die RLE International-Gruppe (Eigenschreibweise: RLE INTERNATIONAL) ist ein Unternehmen für Entwicklungs-, Technologie- und Beratungsdienstleistungen für die internationale Mobilitäts-, Service- und Windindustrie.
RLE International hat etwa 2.300 Mitarbeiter weltweit.

## Geschichte
1985 wurde die Rupa & Laufenberg GmbH mit Schwerpunkt Engineering- und Konstruktionsdienstleistung gegründet, die 1989 in PLE Engineering GmbH, mit Schwerpunkt Engineering-Dienstleistung und Personell Leasing, umbenannt wurde. 1992 gründete sich die Tecosim GmbH mit Schwerpunkt Computer Aided Engineering (CAE) und erweiterte das Leistungsspektrums bei Rupa & Laufenberg um Body Development und Deep Draw Engineering. 1998 schlossen sich diese Firmen zur RLE-International-Gruppe zusammen, 2004 schied die Tecosim GmbH aus der RLE International Gruppe aus.
2005 erweiterte sich das Unternehmen um RLE nova, die sich mit Erneuerbaren Energien und Bionik befasst.
Im Jahre 2009 erwarb RLE International 51 % der Anteile an der P.E. Concepts GmbH (Windenergie) und integrierte die casolute GmbH in den Konzern. Am 17. April 2010 eröffnete das EZE (Entwicklungszentrum für erneuerbare Energien) in Overath, welches in Zusammenarbeit mit P.E. Concepts an der Entwicklung von Kleinwindanlagen arbeitet.
Mit der Gründung des Geschäftsbereichs RLE Invision im 4. Quartal 2012 bietet die RLE-International-Gruppe Dienstleistungen in den Bereichen Agrartechnik, Anlagenbau, Automotive, Elektrotechnik, Energy, Maschinen- und Sondermaschinenbau, Medical, Transportation und Verfahrenstechnik an.
Zum 1. August 2017 wurden große Teile der insolventen Firma Kontec mit Sitz in Korntal-Münchingen übernommen.

## Unternehmensstruktur
- RLE Mobility GmbH & Co. KG
- RLE Engineering & Services GmbH
- RLE USA Inc.
- RLE India pvt.
- RLE UK Ltd.
- RLE Iberia S.L.U.
- RLE China Inc.
- RLE Australia

## Standorte in Deutschland

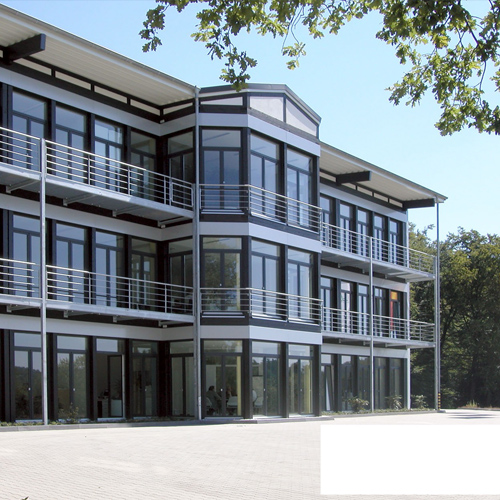
Standort in Overath

- Overath (Zentrale)
- Köln
- Rüsselsheim am Main
- Böblingen
- Korntal-Münchingen
- München
- Osnabrück
- Leipzig
- Hamburg

## Standorte weltweit
- Basildon
- Gaydon (Warwickshire)
- Madison Heights
- Bangalore
- Chennai
- Barcelona
- Valencia
- Shanghai
- Melbourne

## Produkte
- Mobilität: Fahrzeugentwicklung, Powertrain & Chassis Engineering, Elektrik/Elektronik, Elektromobilität, branchenübergreifende Lösungen
- Services: Product-Lifecycle-Management, Toleranzmanagement, Technische Dokumentation, Gefahrstoffmanagement (HSE), Technische Unterstützungsprogramme, Garantieprogramme, Händlerentwicklungsprogramme
- INVISION: Entwicklung, Konstruktion, Berechnung / Simulation, Test und Validierung, Elektrik / Elektronik, Mechatronik, Soft- und Hardwareentwicklung, Qualitätsmanagement, Projektmanagement, Logistikmanagement, Technische Dokumentation, IT-Prozess- und Applikations-Management.[5]